# نهاية العالم لتوما
نهاية العالم برواية توما هي أحد الأسفار المنتحلة، التي تم تأليفها في البداية باليونانية. اهتم السفر بالحديث عن نهاية العالم، ورغم كتابته بطريقة غامضة نسبيًا. كان السفر ملهمًا لقائمة القرون الوسطى المشهورة خمسة عشر علامة قبل يوم الدينونة.
كُتب نص السفر باليونانية في الفترة من القرن الثاني إلى الرابع الميلادي، ثم نسخت أو ترجمت إلى اللاتينية في إيطاليا أو شمال أفريقيا. كان هذا السفر واسع الانتشار في شمال غرب أوروبا في مخطوطات كتبت بين القرنين الثامن والحادي عشر الميلادي. حُظر هذا السفر بأمر من غاليليوس الكيزوكوسي في القرن الخامس الميلادي، ولكن لم يؤثر ذلك على شعبية السفر، بل واعتبرته بعض المناطق في غرب العالم المسيحي في القرنين التاسع والعاشر الميلاديين سفرًا قانونيًا.
ألهمت النسخة المنقّحة للسفر كاتب خمسة عشر علامة قبل يوم الدينونة، وهي قائمة بخمسة عشر علامة على مدى خمسة عشر يومًا تنبّأ بمقدم يوم القيامة، انتشرت في جميع أنحاء أوروبا وظلت لها شعبية في يوم شكسبير.

## وصلات خارجية
- Online text for the Apocalypse of Thomas